# Luzula pediformis
Luzula pediformis là một loài thực vật có hoa trong họ Juncaceae. Loài này được (Chaix) DC. mô tả khoa học đầu tiên năm 1805.